# Deborah Acquah
Deborah Acquah, née le 23 mai 1996, est une athlète ghanéenne spécialiste du saut en longueur.

## Biographie
Elle se classe deuxième des Jeux africains de 2019, derrière la Nigériane Ese Brume.
En 2021 elle bat le record du Ghana, qui datait de 2007, en sautant à 6,81 m à Baton Rouge.
Elle l'améliore en avril 2022 à College Station avec la marque de 6,89 m.
En août 2022, elle remporte la médaille de bronze des Jeux du Commonwealth, à Birmingham, en établissant un nouveau record du Ghana avec 6,94 m.

## Palmarès
| Date | Compétition            | Lieu       | Résultat | Épreuve          | Temps   |
| ---- | ---------------------- | ---------- | -------- | ---------------- | ------- |
| 2016 | Championnats d'Afrique | Durban     | 7e       | Triple saut      | 12,70 m |
| 2019 | Jeux africains         | Rabat      | 2e       | Saut en longueur | 6,34 m  |
| 2022 | Jeux du Commonwealth   | Birmingham | 3e       | Saut en longueur | 6,94 m  |

## Records
| Épreuve          | Performance | Lieu       | Date        |
| ---------------- | ----------- | ---------- | ----------- |
| Saut en longueur | 6,94 m (NR) | Birmingham | 7 août 2022 |